# 江平東
江平東（えひらひがし）とは、宮崎県宮崎市内の地名。中央東地域自治区に属している。郵便番号は880-0816。2023年現在、江平東1-2丁目が置かれ、住居表示実施地域である。

## 地理
宮崎市の中央東地域自治区に属する。市街地北部の主要地域を形成しており、西縁を通る国道10号に沿い、ロードサイド店舗・住宅などが並ぶ。
北を神宮東1丁目、東を権現町、北権現町、南を江平町・江平中町・江平東町、西を江平西1-2丁目と接する。

## 歴史
- 1924年 - 宮崎市市制施行により（旧）江平町が設置。
- 1927年 - （旧）江平町より江平町1-3丁目が誕生。（旧）江平町は消滅。
- 1974年 - 江平町2丁目 - 3丁目から江平東1-2丁目が成立。

## 世帯数と人口
2023年（令和5年）9月1日現在の世帯数と人口は以下の通りである。
| 町丁        | 世帯数  | 人口   |
| ----------- | ------- | ------ |
| 江平東1丁目 | 631世帯 | 1057人 |
| 江平東2丁目 | 210世帯 | 348人  |

## 小・中学校の学区
市立小・中学校に通う場合、学区は以下の通りとなる。
| 町名   | 小学校             | 中学校               |
| ------ | ------------------ | -------------------- |
| 江平東 | 宮崎市立江平小学校 | 宮崎市立宮崎東中学校 |

## 交通

### 鉄道
町域の東を日豊本線が通過する。

### バス
宮交グループの運営するバスが営業している。

## 施設
- 宮崎地方法務局分室
- 九州厚生局宮崎事務所
- 九州防衛局宮崎防衛事務所